# Nichelino
Nichelino is een gemeente in de Italiaanse provincie Turijn (regio Piëmont) en telt 48.297 inwoners (31-12-2004). De oppervlakte bedraagt 20,6 km², de bevolkingsdichtheid is 2345 inwoners per km².

## Demografie
Nichelino telt ongeveer 19216 huishoudens. Het aantal inwoners steeg in de periode 1991-2001 met 8,4% volgens cijfers uit de tienjaarlijkse volkstellingen van ISTAT.
| Jaar | Inwoneraantal |
| ---- | ------------- |
| 1991 | 44.069        |
| 2001 | 47.791        |

## Geografie
Nichelino grenst aan de volgende gemeenten: Torino, Orbassano, Beinasco, Moncalieri, Candiolo, Vinovo.

## Geboren
- Luca Pairetto (1984), voetbalscheidsrechter